# 黃胸黑翅螢
黃胸黑翅螢（学名：Aquatica hydrophila）为螢科熠螢屬下的一个种。